# Diaphlebus
Diaphlebus is een geslacht van rechtvleugeligen uit de familie sabelsprinkhanen (Tettigoniidae). De wetenschappelijke naam van dit geslacht is voor het eerst geldig gepubliceerd in 1891 door Karsch.

## Soorten
Het geslacht Diaphlebus omvat de volgende soorten:
- Diaphlebus bivittatus Redtenbacher, 1892
- Diaphlebus brevivaginatus Karsch, 1891
- Diaphlebus marmoratus Redtenbacher, 1892